# David Kaltbrunner

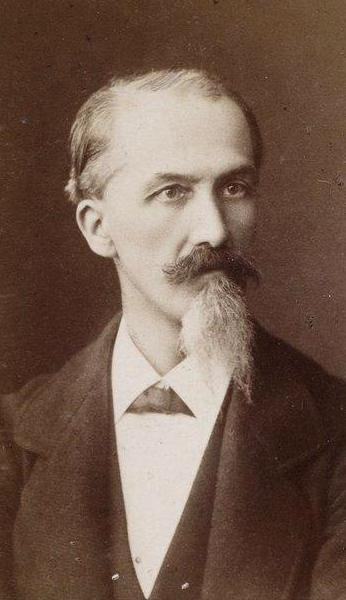
Fotoporträt von David Kaltbrunner. Carte de visite aus dem Atelier von Emil Nicola-Karlen in Bern, 1874

David Kaltbrunner (* 26. Dezember 1829 in Mailand; † 28. September 1894 in Paris; heimatberechtigt in Genf) war ein Schweizer Geograf, Post- und Bahnbeamter, Übersetzer und Autor.

## Leben

### Jugend und Bildung
David Kaltbrunner wurde als Sohn des Buchhalters Jean Marc Etienne Kaltbrunner und der Louise Marguerite Elisabeth geborene Pettremant (oder Petermann) geboren. Er verbrachte seine Kindheit in Genf. Er interessierte sich für Literatur, Zeichnen, Geschichte und Geografie und besuchte das Genfer Gymnasium, das er 1847 mit der Matura abschloss. Im selben Jahr immatrikulierte er sich an der Akademie in Genf und belegte Kurse in Landesvermessung und Sozialphilosophie. 1858 heiratete er Marie Louise Schopfer. Nach dem Tod seiner Frau 1882 ehelichte Kaltbrunner 1883 Sophie Euphrosine Scheurmann.

### Post- und Bahnbeamter
Aufgrund seines persönlichen Beziehungsnetzes interessierte sich Kaltbrunner für Costa Rica und unternahm – im Alter von weniger als 23 Jahren – eine Reise nach Zentralamerika. Von 1852 bis 1862 war er Direktionssekretär der Eidgenössischen Post in Bern, wo er ab 1855 auch als Übersetzer ins Französische arbeitete. Anschliessend ernannte ihn der Bundesrat zum Kreispostdirektor von Genf (1862–1868). 1868 übernahm Kaltbrunner die Leitung der Société anonyme des moulins de Mons-Djémila in der algerischen Provinz Sétif und liess sich in Algerien nieder. Die von Henri de Saussure präsidierte Gesellschaft, die Getreidemühlen für landwirtschaftliche Zwecke errichtete, war zehn Jahre zuvor von Henry Dunant gegründet worden. Nach seiner Rückkehr in die Schweiz war Kaltbrunner von 1869 bis 1871 als Sekretär und Übersetzer bei der Schweizerischen Nordostbahn (NOB) sowie der Gotthardvereinigung angestellt; für Letztere arbeitete er in Zürich unter anderem zusammen mit Alfred Escher und Josef Zingg. Von 1871 bis 1879 war er bei der Gotthardbahn-Gesellschaft in Luzern in den gleichen Funktionen tätig, danach ab 1879 bis zu seiner Kündigung 1881 als Sekretär des Weltpostvereins in Bern.

### Geograf
Im Alter von 52 Jahren entschied Kaltbrunner, sich ausschliesslich der Geografie zu widmen. Dank den Beziehungen, die er bei seinen Reisen nach Übersee geknüpft hatte, wurde er Mitglied bei mehreren geografischen Gesellschaften der Schweiz (Genf ab 1866, Bern und St. Gallen ab 1879). Diese schätzten ihn für seine intellektuellen Leistungen und für den institutionellen Einfluss, den er als hoher Beamte und international bekannter Geograf besass. Kaltbrunner verfasste die beiden Werke Der Beobachter (deutsch 1882, französisch 1879) und Aide-mémoire du voyageur (1881), die eine Erkenntnistheorie der Erforschung vorschlugen und in Europa vielerorts übersetzt und verkauft wurden. Insbesondere Der Beobachter erhielt in zahlreichen Rezensionen grossen Beifall und wurde mehrmals neu aufgelegt. Dieser so schnelle wie unerwartete publizistische Erfolg stellte einen Wendepunkt in Kaltbrunners Karriere dar, der zu einem der renommiertesten westlichen Geografen wurde. Nachdem er 1880 das Institut géographique international in Bern eingerichtet hatte, plante er 1881 die Gründung einer internationalen Schule für Reisevorbereitungen in Genf. Obwohl zu dieser Zeit auch in der Schweiz die sogenannten «Entdeckungsreisen» und der Kolonialismus Unterstützung fanden, war diesen beiden Initiativen kein Erfolg beschieden. 1882 zog Kaltbrunner nach Paris, wo er als Autor mehrere Auftragsarbeiten ausführte, darunter die Broschüre L’Afrique en 1890 und die den afrikanischen Kontinent betreffenden Teile des Nouveau dictionnaire de géographie universelle (Bd. 3–5, 1887–1892), den Louis Vivien de Saint-Martin für den Verlag Hachette realisierte.

## Werke
- «Notices sur Costa-Rica présentées à la Société de géographie de Genève». In: Le Globe, 6, 1867, S. 255–315 (Online).
- «Recherches sur l’origine des Kabyles». In: Le Globe, 10, 1871, S. 31–75 (Online).
- Der Beobachter. Allgemeine Anleitung zu Beobachtungen über Land und Leute für Touristen, Exkursionisten und Forschungsreisende, 1882 (französisch 1879, Online).
- Nouveau dictionnaire de géographie universelle, 7 Bde., 1879–1900 (David Kaltbrunner verfasste die den afrikanischen Kontinent betreffenden Teile in den Bänden 3–5, 1887–1892).
- Aide-mémoire du voyageur. Notions générales de géographie mathématique, de géographie physique, de géographie politique, de géologie, de biologie et d’anthropologie à l’usage des voyageurs, des étudiants et des gens du monde, 1881 (Online).
- L’Afrique en 1890, 1890.